# Kirsten Dunst

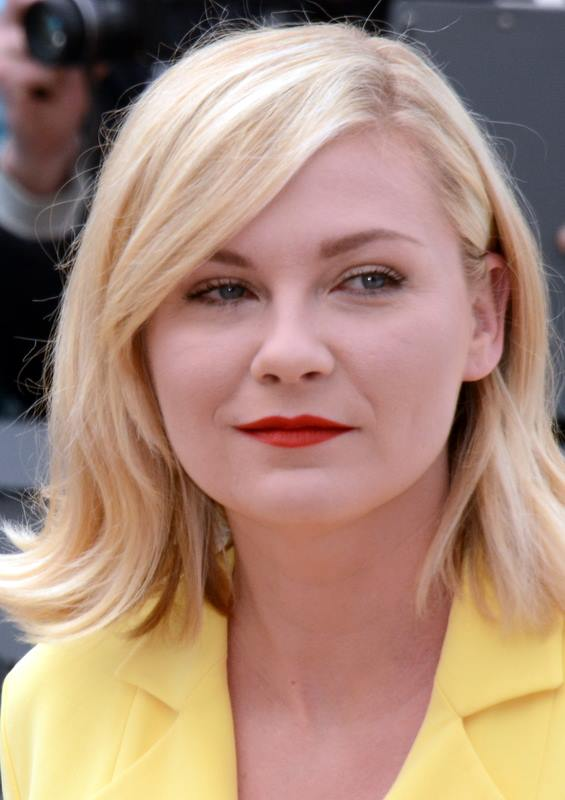
Kirsten Dunst (2016)

Kirsten Caroline Dunst (* 30. April 1982 in Point Pleasant, New Jersey) ist eine amerikanisch-deutsche Schauspielerin. Sie wurde als Zwölfjährige durch den Film Interview mit einem Vampir bekannt. Für ihre Darstellung in The Power of the Dog erhielt sie 2022 eine Oscar-Nominierung als beste Nebendarstellerin. Darüber hinaus wurde sie bisher viermal für den Golden Globe Award nominiert.

## Frühe Jahre
Kirsten Dunst wurde 1982 in New Jersey geboren. Ihr Vater Klaus Dunst ist ein seit Jahrzehnten in den USA lebender Deutscher. Ihre Mutter Inez Rupprecht ist eine US-Amerikanerin schwedisch-deutscher Herkunft. Ihr Großvater väterlicherseits lebte als Witwer in Hamburg. Sie wuchs zusammen mit einem jüngeren Bruder bei der inzwischen von ihrem Vater geschiedenen Mutter in Los Angeles auf, wo sie eine katholische Schule besuchte.

## Karriere

### Anfänge der Karriere
Dunst begann im Alter von drei Jahren eine Karriere als Kindermodel und trat dabei in Werbespots auf. 1989 spielte sie ihre erste kleine Rolle in Woody Allens New Yorker Geschichten. Anschließend war sie als Tom Hanks’ Tochter in Fegefeuer der Eitelkeiten (1990) zu sehen. 1993 hatte sie eine Gastrolle in der Episode Ort der Finsternis in der siebten Staffel von Raumschiff Enterprise – Das nächste Jahrhundert.

### Durchbruch
Ihren Durchbruch hatte sie 1994 als kindlicher Vampir Claudia in der Anne-Rice-Bestsellerverfilmung Interview mit einem Vampir an der Seite von Tom Cruise und Brad Pitt. Für die Rolle setzte sich Dunst gegen 5000 Mitbewerberinnen durch. Für ihre Darbietung wurde sie für einen Golden Globe nominiert und mit dem Preis für die beste Breakthrough Performance bei den MTV Movie Awards ausgezeichnet. Noch einmal feierte sie die Kritik im selben Jahr für die Bestsellerverfilmung Betty und ihre Schwestern, in der sie neben Winona Ryder und Claire Danes mitwirkte. Die New York Times prophezeite ihr daraufhin eine große Karriere.
1995 war sie in dem Fantasy-Film Jumanji an der Seite von Robin Williams zu sehen. 1996 übernahm sie eine wiederkehrende Rolle in der dritten Staffel der Krankenhausserie Emergency Room – Die Notaufnahme, in der sie in sechs Folgen eine drogensüchtige jugendliche Prostituierte spielte, die der von George Clooney gespielte Kinderarzt vergebens von der Straße zu holen versucht. 1997 spielte sie eine Nebenrolle in der Politsatire Wag the Dog mit Robert De Niro und Dustin Hoffman. 1999 war sie in Sofia Coppolas Drama The Virgin Suicides zu sehen; für ihre Darstellung erhielt sie sehr positive Kritiken. Ein Jahr später spielte sie die Hauptrolle in der Komödie Girls United, die ein kommerzieller Erfolg wurde.

### Internationaler Ruhm mitSpider-Man

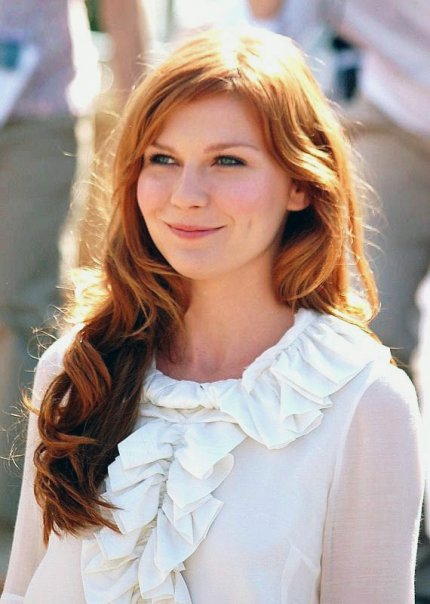
Kirsten Dunst (2006)

Anerkennung erntete Dunst 2002 in der Rolle der Mary Jane „MJ“ Watson in Sam Raimis Comicverfilmung Spider-Man an der Seite von Tobey Maguire. 2003 war sie neben Julia Roberts und Julia Stiles in der Tragikomödie Mona Lisas Lächeln zu sehen. 2004 spielte sie an der Seite von Paul Bettany die Hauptrolle in dem Sport-Drama Wimbledon – Spiel, Satz und … Liebe. Des Weiteren hatte sie eine Rolle in dem romantischen Drama Vergiss mein nicht! mit Jim Carrey und Kate Winslet. Im selben Jahr verkörperte sie in Spider-Man 2 erneut die Rolle der Mary Jane und sie feierte damit einen weiteren großen Erfolg.
2005 spielte sie in Elizabethtown an der Seite von Orlando Bloom. 2006 verkörperte sie die französische Königin Marie-Antoinette in dem gleichnamigen Film von Sophia Coppola. Die zweite Zusammenarbeit mit der Regisseurin nach The Virgin Suicides war an der Kinokasse kein Erfolg. 2007 war sie in Spider-Man 3, ihrem bisher kommerziell erfolgreichsten Film, zu sehen. Nach den Dreharbeiten zu dem Film New York für Anfänger (2008) zog sich Dunst zunächst aus dem Filmgeschäft zurück.

### Comeback mitMelancholia
2010 war Dunst die Majokko Princess in dem Musikvideo Turning Japanese, das von dem japanischen Pop-Artist Takashi Murakami gedreht wurde. Im Januar 2010 wurde bekannt, dass die Spider-Man-Reihe ohne sie sowie Tobey Maguire und Regisseur Sam Raimi fortgesetzt wird. Im selben Jahr stand sie für das romantische Drama All Beauty Must Die zusammen mit Ryan Gosling erstmals nach ihrer Behandlung wegen Depressionen wieder vor der Filmkamera. Des Weiteren drehte sie 2010 das Drama Melancholia unter der Regie von Lars von Trier. Für ihre Leistung in der Rolle einer melancholisch-depressiven Braut gewann sie 2011 den Darstellerpreis der 64. Filmfestspiele von Cannes und erhielt eine Nominierung für den Europäischen Filmpreis.
Im Jahr 2012 spielte sie an der Seite von Sam Riley und Kristen Stewart in der Romanverfilmung On the Road – Unterwegs die Rolle der Camille. Außerdem stand sie für Leslye Headlands Komödie Die Hochzeit unserer dicksten Freundin in einer Hauptrolle vor der Kamera. 2015 übernahm sie eine Hauptrolle in der zweiten Staffel der Fernsehserie Fargo. Für ihre Darstellung wurde sie für den Golden Globe in der Kategorie „Beste Hauptdarstellerin in einer Mini-Serie oder TV-Film“ und für den Emmy in der Kategorie „Beste Hauptdarstellerin in einer Miniserie oder einem Fernsehfilm“ nominiert. 2016 wurde sie in die Wettbewerbsjury der 69. Internationalen Filmfestspiele von Cannes berufen. Im selben Jahr plante Dunst mit einer Adaptation von Sylvia Plaths Roman Die Glasglocke (The Bell Jar) ihr Regiedebüt. Sie verließ jedoch das Projekt, bevor es in Produktion ging. Die deutsche Synchronstimme von Dunst stammt von Marie Bierstedt und Natascha Geisler. Ende August 2019 wurde Dunst mit einem Stern auf dem Hollywood Walk of Fame ausgezeichnet. Die Ehrung wurde jedoch von einem Shitstorm rund um einen darauf bezogenen Tweet der Nachrichtenagentur Reuters überschattet, der Dunst auf ihre Rolle als „Freundin des Spidermans“ im gleichnamigen Film reduzierte, woraufhin der Tweet gelöscht wurde.
Dunst übernahm in Jane Campions 2021 veröffentlichter Literaturverfilmung The Power of the Dog die Rolle der Rose. Für ihre Darstellung erhielt sie 2022 eine Oscar-Nominierung in der Kategorie Beste Nebendarstellerin sowie eine Golden-Globe-Nominierung als beste Nebendarstellerin.

## Privatleben
Dunst war von 2002 bis 2004 mit ihrem Schauspielkollegen Jake Gyllenhaal liiert, anschließend war sie 2007 sieben Monate mit dem Razorlight-Sänger Johnny Borrell sowie von 2012 bis 2016 mit Garrett Hedlund, ihrem Kollegen aus On the Road, zusammen. Seit 2016 ist sie in einer Beziehung mit dem Schauspieler Jesse Plemons, mit dem sie seit Juli 2022 verheiratet ist. Die beiden haben zwei Söhne (* 2018 und * 2021).
Dunst ließ sich im Frühjahr 2008 wegen Depressionen medizinisch behandeln und nahm 2010 ihre Filmkarriere wieder auf. Seit September 2011 besitzt Dunst neben der US-amerikanischen auch die deutsche Staatsbürgerschaft. Dies ermöglichte ihr im selben Jahr für Melancholia als Beste Darstellerin für den Europäischen Filmpreis nominiert zu werden.
Im August 2014 tauchten Nacktfotos von ihr im Internet auf, die ein Unbekannter offenbar zuvor über einen privaten Account eines Cloud-Dienstleisters heruntergeladen hatte (siehe Hackerangriff auf private Fotos von Prominenten 2014). Im September 2016 hat sich der Täter schuldig bekannt und einen Deal mit der Staatsanwaltschaft geschlossen.

## Filmografie (Auswahl)

### Als Schauspielerin
- 1989: New Yorker Geschichten (New York Stories)
- 1990: Fegefeuer der Eitelkeiten (The Bonfire of the Vanities)
- 1991: Eine Nervensäge (High Strung)
- 1993: Die Hölle in mir (Darkness Before Dawn)
- 1993: Ein Strauß Töchter (Sisters, Fernsehserie, Folgen 3x20, 4x02)
- 1993: Raumschiff Enterprise – Das nächste Jahrhundert (Star Trek: The Next Generation, Fernsehserie, Folge 7x07)
- 1994: Greedy – Erben will gelernt sein (Greedy)
- 1994: Interview mit einem Vampir (Interview with the Vampire)
- 1994: Betty und ihre Schwestern (Little Women)
- 1995: Jumanji
- 1996: Ein Hauch von Himmel (Touched by an Angel, Fernsehserie, Folge 3x11)
- 1996: Die Belagerung von Ruby Ridge (Ruby Ridge: An American Tragedy, Fernsehfilm)
- 1996: Schatten der Schuld (Mother Night)
- 1996–1997: Emergency Room – Die Notaufnahme (ER, Fernsehserie, 6 Folgen)
- 1997: Absturz in der Wildnis (True Heart)
- 1997: Wag the Dog – Wenn der Schwanz mit dem Hund wedelt (Wag the Dog)
- 1997: Im Jenseits sind noch Zimmer frei (Tower of Terror)
- 1997: Outer Limits – Die unbekannte Dimension (The Outer Limits, Fernsehserie, Folge 3x14)
- 1997: Gun – Kaliber 45 (Gun, Fernsehserie, Folge 1x05)
- 1998: Zu jung für ein Baby (Fifteen and Pregnant, Fernsehfilm)
- 1998: Strike – Mädchen an die Macht! (All I wanna do, Strike!, The Hairy Bird)
- 1998: Small Soldiers
- 1999: Des Teufels Rechnung (The Devil’s Arithmetic, Fernsehfilm)
- 1999: Ich liebe Dick (Dick)
- 1999: Gnadenlos schön (Drop Dead Gorgeous)
- 1999: The Virgin Suicides
- 2000: Lover’s Prayer (All Forgotten)
- 2000: The Crow III – Tödliche Erlösung (The Crow: Salvation)
- 2000: Deeply
- 2000: Girls United (Bring It On)
- 2000: Lucky Town (Luckytown)
- 2001: The Cat’s Meow
- 2001: Verrückt/Schön (Crazy/Beautiful)
- 2001: Ran an die Braut (Get Over It)
- 2002: Spider-Man
- 2002: The Death and Life of Nancy Eaton (Fernsehfilm)
- 2003: Levity
- 2003: Mona Lisas Lächeln (Mona Lisa Smile)
- 2004: Wimbledon – Spiel, Satz und … Liebe (Wimbledon)
- 2004: Spider-Man 2
- 2004: Vergiss mein nicht! (Eternal Sunshine of the Spotless Mind)
- 2005: Elizabethtown
- 2006: Marie Antoinette
- 2007: Spider-Man 3
- 2008: New York für Anfänger (How to Lose Friends & Alienate People)
- 2010: The Second Bakery Attack (Kurzfilm)
- 2010: All Beauty Must Die (All Good Things)
- 2011: Melancholia
- 2011: Fight for Your Right Revisited (Kurzfilm)
- 2012: On the Road – Unterwegs (On the Road)
- 2012: Die Hochzeit unserer dicksten Freundin (Bachelorette)
- 2012: Upside Down
- 2013: The Bling Ring
- 2013: Anchorman – Die Legende kehrt zurück (Anchorman 2: The Legend Continues)
- 2014: Portlandia (Fernsehserie, Folge 4x01)
- 2014: Die zwei Gesichter des Januars (The Two Faces of January)
- 2015: Fargo (Fernsehserie, Folgen 2x01–2x03 und 2x05–2x10)
- 2016: Midnight Special
- 2016: Hidden Figures – Unerkannte Heldinnen (Hidden Figures)
- 2017: Die Verführten (The Beguiled)
- 2017: Woodshock
- 2018: Drunk History (Fernsehserie, Folge 5x07)
- 2019: On Becoming a God in Central Florida (Fernsehserie, 10 Folgen)
- 2021: The Power of the Dog
- 2024: Civil War

### Als Synchronsprecherin
- 1989: Kikis kleiner Lieferservice … als Kiki
- 1997: Anastasia … als junge Anastasia
- 1998: The Animated Adventures of Tom Sawyer … als Becky Thatcher
- 1998: Stories from My Childhood (Fernsehserie, Folgen 1x01, 1x03) … als Alice und Gerta
- 2003: Kaena – Die Prophezeiung … als Kaena
- 2004: Spider-Man 2 (Videogame) … als Mary Jane Watson
- 2014: Unser Kosmos: Die Reise geht weiter … als Cecilia Payne

### Musikvideos
- 2000: Savage Garden – I Knew I Loved You
- 2000: Air – Playground Love (aus dem Filmmaterial von The Virgin Suicides)[14]
- 2010: Takashi Murakami und McG – Turning Japanese (als Akihabara Majokko Princess)[15][16]
- 2011: Beastie Boys – Make Some Noise
- 2011: R.E.M. – We All Go Back To Where We Belong

## Auszeichnungen (Auswahl)
Oscar
- 2022: Nominierung Beste Nebendarstellerin, für The Power of the Dog

Golden Globe
- 1994: Nominierung Beste Nebendarstellerin, für Interview mit einem Vampir
- 2016: Nominierung Beste Schauspielerin in einer Mini-Serie, für Fargo
- 2020: Nominierung Beste Schauspielerin in einer Mini-Serie, für On Becoming a God in Central Florida
- 2022: Nominierung Beste Nebendarstellerin, für The Power of the Dog

Boston Society of Film Critics
- 1994: Beste Nebendarstellerin, für Betty und ihre Schwestern und Interview mit einem Vampir

Saturn Award
- 1995: Beste Newcomerin
- 2011: Beste Hauptdarstellerin, für Melancholia

YoungStar Awards
- 1995: Beste junge Schauspielerin in einer Nebenrolle, für Betty und ihre Schwestern
- 1995: Beste Newcomerin, für Interview mit einem Vampir
- 1998: Beste junge Schauspielerin in einem Fernsehfilm, für Zu jung für ein Baby

MTV Movie Award
- 1995: Beste Newcomerin, für Interview mit einem Vampir
- 2002: Beste Schauspielerin, für Spider-Man
- 2002: Bester Kuss, mit Tobey Maguire

Empire Awards
- 2002: Beste Hauptdarstellerin, für Spider-Man
- 2004: Beste Hauptdarstellerin, für Spider-Man 2

Teen Choice Awards
- 2002: Bester Kuss, mit Tobey Maguire

Internationale Filmfestspiele von Cannes
- 2011: Beste Darstellerin, für Melancholia

Kansas City Film Critics Circle Award
- 2011: Beste Darstellerin, für Melancholia

National Society of Film Critics Award
- 2011: Beste Darstellerin, für Melancholia

Robert
- 2011: Beste Darstellerin, für Melancholia

Critics’ Choice Television Award
- 2016: Beste Hauptdarstellerin in einem Fernsehfilm oder einer Miniserie für Fargo

Screen Actors Guild Award
- 2017: Bestes Schauspielensemble in einem Film für Hidden Figures – Unerkannte Heldinnen
- 2022: Nominierung Beste Nebendarstellerin, für The Power of the Dog